# 全日本チンドンコンクール
全日本チンドンコンクール（ぜんにほんチンドンコンクール）は、富山県富山市で毎年4月上旬の土曜日・日曜日の2日間にわたり開催される富山の春を彩る祭である。金曜日には前夜祭が行われる。

## 概要
全国のチンドンマンがコンクールでは、各チーム趣向を凝らした演技で優勝を争い競い合うとともに、中心市街地に繰り出しチンドンを披露し市民を楽しませる。

## 歴史
1955年4月14日に第1回が開催され、以降富山桜まつりのメインイベントとして毎年開催されている。第1回（1955年） - 第10回（1964年）は「全国チンドンコンクール」、第11回（1965年） - 第26回（1980年）は「全日本チンドン選手権大会」という名称だった。「全日本チンドンコンクール」となったのは、第27回（1981年）からである。現在は30組前後のプロチームが出場している。また近年、素人チンドンマンによるコンクールも始まり続けられている。
2005年には実行委員会がサントリー文化財団より「サントリー地域文化賞」を受賞した。
第57回（2011年）は、東日本大震災の影響で中止となった。また、第66回（2020年）も、新型コロナウイルス感染拡大の影響で、当初予定していたディズニーパレードを含むチンドン大パレードの中止や、コンクールを無観客で実施するなど、規模を縮小して開催されることになっていたが、東京都からの12チームの参加が困難になったため、3月30日にイベント自体の中止を発表した。また2021年（第67回）も中止となり、2年連続で中止が決定したが、参加予定チームによる動画配信が行われた。また、2022年（第68回）も新型コロナウイルス感染の収束が見通せないため中止となり、これで3年連続で中止となった。
2023年（第69回）は4月7日から4月9日にかけて、4年ぶりに開催された。

## 主な日程
前夜祭（金曜日）
夕刻より富山市中心部を流れる松川・富山城址公園周辺や、歓楽街の桜木町などをチンドンマンが演奏しながらにぎやかに練り歩く開幕パレードが行われる。また松川の遊覧船上からもチンドンを披露する。
1日目（土曜日）
午前中よりオープニングセレモニー（グランドプラザ）の後、全日本チンドンコンクールの予選と素人チンドンコンクール（富山県民会館）が行われる。また夕刻よりグランドプラザにてチンドン特別ステージが行われる。
2日目（日曜日）
プロ部門のコンクール本戦（決勝戦）と表彰式の後、富山市の繁華街の平和通りや大手モールをプロ・素人チンドンマンが演奏しながらにぎやかに練り歩く大パレードが行われる。
- なお期間中雨天の場合、セレモニーやパレードなどは場所やルートの変更、また中止の場合がある。